# Armenische Musik

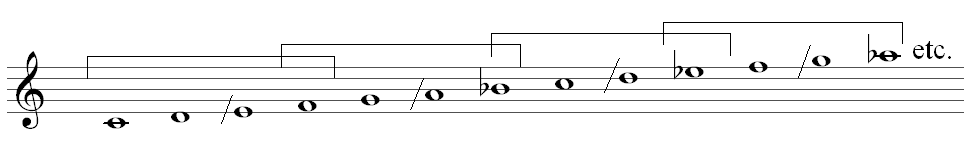
Die Tetrachorde werden durch gemeinsame Töne miteinander verbunden und die zusätzlichen Ganztöne werden oben oder unten angefügt.

Die armenische Musik hat ihre Ursprünge im Armenischen Hochland, wo man traditionellerweise Volkslieder gesungen hat. Die weit zurückreichende Musiktradition Armeniens wurde im späten 19. Jahrhundert bis zum frühen 20. Jahrhundert zunächst von Komitas Vardapet, einem bedeutenden Priester und Musikwissenschaftler, gesammelt und weiterentwickelt. Die armenische Musik wurde international hauptsächlich durch die Komponisten Aram Chatschaturjan, Alexander Arutjunjan, Arno Babadschanjan und Karen Kavaleryan, sowie durch Pop-Sänger und -Artisten wie Dschiwan Gasparjan, Ara Gevorgyan, Sirusho, Eva Rivas und viele andere vertreten.

## Melodie
Die traditionelle armenische Volksmusik sowie die armenische Kirchenmusik basieren nicht auf dem europäischen tonalen System, aber auf einem System aus Tetrachorden. Die letzte Note eines Tetrachords dient auch als erste Note des nächsten Tetrachords, sodass viele armenische Volkslieder mehr oder weniger auf einer theoretisch endlosen Tonleiter basieren.

## Volksmusik

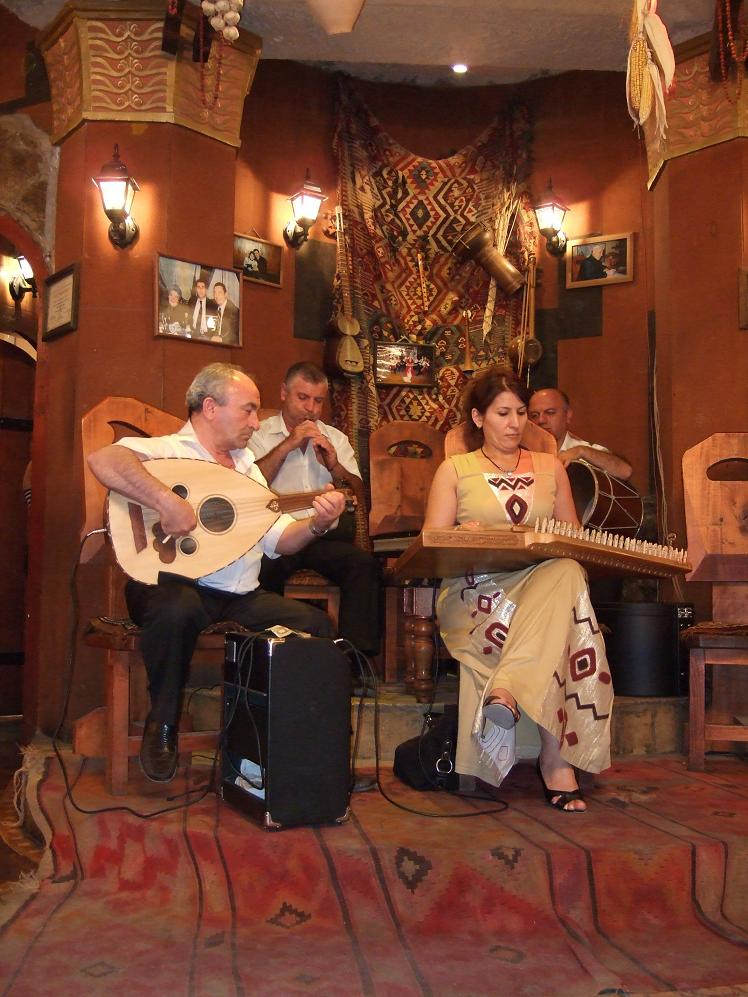
Armenische Volksmusiker

Die traditionelle armenische Volksmusik reicht bis in die Antike zurück. Unter sowjetischer Führung wurde die armenische Volksmusik an staatlich finanzierten Musikschulen unterrichtet. Instrumente, die gespielt wurden, waren die kemençe, das kanun, die kurze Zylindertrommel dhol (namensgleich mit der nordindischen Fasstrommel dhol, aber ähnlich der georgischen doli), die oud, die duduk, die zurna, die blul, die shvi (Blockflöte) und seltener saz. Auch andere Instrumente wie die Violine oder die Klarinette wurden häufig genutzt. Die duduk ist das armenische Nationalinstrument mit zahlreichen bekannten duduk-Spielern, wie Margar Margarian, Levon Madoyan, Saro Danielian, Vatche Hovsepian, Gevorg Dabaghyan und Yeghish Manoukian, sowie Armeniens bekanntester duduk-Spieler Djivan Gasparyan.
In der frühen armenischen Geschichte wurden Instrumente wie die kamantsche häufig von berühmten, reisenden Musikern, den aşık, gespielt. Sayat Nova, ein aşık des 18. Jahrhunderts, wurde in Armenien verehrt. Künstler wie Armenak Shahmuradian, Vagharshak Sahakian, Norayr Mnatsakanyan, Hovhannes Badalyan, Hayrik Muradyan, Raffi Hovhannisyan, Avak Petrosyan, Papin Poghosian und Hamlet Gevorgyan waren ebenfalls in Armenien berühmt und werden bis heute noch gefeiert. Die bemerkenswertesten Sängerinnen der traditionellen armenischen Volksmusik waren Araksia Gyulzadyan, Ophelia Hambardzumyan, Varduhi Khachatrian, Valya Samvelyan, Rima Saribekyan, Susanna Safarian, Manik Grigoryan und Flora Martirosian.
Armenische Emigranten aus Teilen des Mittleren Ostens ließen sich in mehreren Ländern nieder, besonders im Kalifornischen Längstal in den USA. Die zweite und dritte Generation hielten die traditionelle Volksmusik am Leben, zu der beispielsweise der berühmte oud-Spieler Richard Hagopian gehört. Ein weiterer oud-Spieler, John Berberian, ist bekannt für das Zusammenbringen von traditioneller Volksmusik mit Jazz und Rock der 1960er-Jahre. Syrische Sänger, wie George Tutunjian und Karnig Sarkissian, sowie libanesische Sänger führten zusammen armenische Revolutionslieder auf, die in der armenischen Diaspora, besonders bei den ARF-Unterstützern, schnell an Bekanntheit erlangten. Ein Vertreter der armenischen Diaspora in Teheran war Nikol Galanderian und der Goghtan-Chor. Um 1900 stammten die meisten Hersteller von Musikinstrumenten Irans (insbesondere in Schiraz und Isfahan) aus Armenien. Auch der berühmte armenische Barde Sayat Nova war bereits am persischen Hof von Karim Khan in Schiraz tätig, wo er in armenischer, türkischer, persischer und georgischer Sprache sang.
Weitere armenische Musiker sind Ara Topouzian, der auf dem kanun spielt, und VANArmenya, der Volks- und Kinderlieder, sowie patriotische Lieder singt. Er spielt auf Keyboards und unterstützt die Musik von Grikor Mirzaian.
Es gibt mehrere Ensembles aus Armenien, beispielsweise das Shoghaken Folk Ensemble, der 1995 in Jerewan gegründet wurde und weltweite Bekanntheit erlangt hat, oder das Arev Armenian Folk Ensemble.
Ruben Hakobyan (Ruben Sasuntsi) ist ein bekannter armenischer ethnographischer und patriotischer Volkssänger, der für seine Hingabe zur armenischen Volksmusik und seinem außergewöhnlichen Talent nationales Ansehen genießt.

## Klassische Musik
Klassische armenische Komponisten sind z. B. Tatyos Efendi, einer der berühmtesten Komponisten der türkischen Kunstmusik, Aleksandr Spendiarjan (1871–1928), Armen Tigranjan (1879–1950) und Haro Stepanjan. Die letzten drei Komponisten sind bekannt für ihre armenischen Opern. Sargis Barchudarjan (1887–1973) und Garo Zakarian (1895–1967) waren repräsentative Komponisten zur Zeit vor und nach der Gründung der Armenischen Sozialistischen Sowjetrepublik bis in deren Anfangsjahre. Der berühmteste Komponist zu dieser Zeit war jedoch Aram Chatschaturjan (1903–1978), der international für seine Ballette bekannt war, insbesondere für den Säbeltanz, ein Satz aus seinem Ballett Gayaneh. Andere zu der Zeit bekannte Komponisten waren Gevorg Armenyan (1920–2005), Anahit Zizikjan (1926–1999), Arno Babadschanjan (1921–1983), Barseg Kanatchian (1885–1967), Eduard Mirsojan (1921–2012), Boris Parsadanjan (1925–1997), Aschot Sohrabjan (1945–2023) und Aram Satian (Satyan) (1947– ). Iosif Andriasovs Musik und Ethik machten ihn zu einer der wichtigsten Persönlichkeiten der zeitgenössischen Kultur.
Alexander Arutjunjan (1920–2012) ist bekannt für sein Trompetenkonzert in As-Dur. Alexander Dolukhanian (1910–1968) komponierte zahlreiche armenische Lieder, darunter das Lied Swallow. Aleksandr Adschemjan (1925–1987), Ashot Satian (1906–1958) und Vagarshak Kotoyan (1921–1992) sind bekannt für ihre Beiträge zum armenischen Choral und zur Vokalmusik. Eduard Abramjan (1923–1986) schrieb Lieder über die Gedichte von armenischen Dichtern wie Howhannes Tumanjan und Awetik Issahakjan, die nun Teil des Standardrepertoires sind. Artemi Ajwasjan (1902–1975) schrieb die ersten sowjetischen Musical Comedys, darunter die berühmte Comedy Dentist from the Orient. In den vergangenen Jahren haben Awet Terterjan (1929–1994), Tigran Mansurjan (1939– ), Wache Scharafjan (1966– ) und Aram Petrosyan (1972– ) internationale Bekanntheit erlangt. Ein weiterer beachteter klassischer Komponist ist Khachatur Avetisyan (1926–1996), wo viele seiner Kompositionen auf traditionelle Folklore-Themen basieren. Der armenisch-uruguayische Komponist Coriún Aharonián (1940–2017) hat neben seinen zahlreichen Avantgarde-Kompositionen umfangreiche musikwissenschaftliche und politische Arbeit geleistet. Der armenische nationalistische Komponist Alexander Kaloian (1962– ) ist bekannt für seine nationalistischen Kompositionen für die Militärband und -orchester, darunter gehören Märsche, sinfonische Dichtungen und Sinfonien.
In der armenischen Musik haben viele weitere armenische Sänger internationale Anerkennung erfahren, darunter z. B. die Sopranisten Gohar Gasparyan, Sona Ghazarian, Arpine Pehlivanian, Lucine Amara, Cathy Berberian, Isabel Bayrakdarian und Anna Kasyan; die Tenoristen Tigran Levonyan, Gegham Grigoryan und Vahan Mirakyan; die Bassisten Ara Berberian und Henrik Alaverdian sowie der Bass-Baritonist Barsegh Toumanian. In der armenischen Diaspora haben armenische Musiker wie der Pianist Şahan Arzruni, der Violinist Levon Chilingirian sowie der Komponist Alan Hovhaness internationalen Ruhm genossen.
Der amerikanisch-armenische Komponist John Hodian schuf das Lied Songs of Exile, das auf Gedichte des mittelalterlichen armenischen Malers, Dichters und Priesters Mkrtich Naghash beruht. Das Musikensemble The Naghash Ensemble, bestehend aus drei Sängerinnen und den Instrumenten duduk, oud, dhol und Piano, ist seit 2014 auf internationaler Tournee. Der Bayerische Rundfunk BR-Klassik beschrieb die Musik als einem Hybrid aus „klassischer Musik, Jazz, Folk und Post-Minimalismus“.
Scott Giles (1965–) ist ein US-amerikanischer Armenier, der für seine vielen Sinfonien und Konzerten bekannt ist. Der armenisch-kanadische Komponist Vahram Sargsyan repräsentiert die jüngere Generation der zeitgenössischen armenischen Musik, der hauptsächlich für seine Chorwerke bekannt ist.

## Religiöse Musik
Die armenische Kirchenmusik ist weitgehend vokal. Der armenische Choral, der in einer der acht alten Kirchentonarten komponiert wird, ist einer der verbreitetsten Art der religiösen Musik in Armenien. Der Choral wird in khaz geschrieben, eine Art der armenischen Musiknotation. Viele dieser Choräle sind antiken Ursprungs, die weit ins vorchristliche Zeitalter zurückreichen. Andere Choräle sind wiederum relativ modernen Ursprungs, darunter die verschiedenen Kompositionen des Heiligen Mesrop Maschtoz, der das armenische Alphabet wiedereinführte. Einige der besten Sänger armenischer Choräle (oder sharakans) befinden sich in der Kathedrale von Etschmiadsin, darunter die ehemalige Sopranistin Lussine Sakarjan.
Die armenische Musik blieb liturgisch, bis Komitas Vardapet zum Ende des 19. Jahrhunderts die Polyphonie einführte. Neben seinen Beiträgen zur religiösen Musik wird Komitas gelegentlich als Begründer der modernen klassischen armenischen Musik betrachtet. Von 1899 bis 1910 reiste er durch die armenischen Hochländer und sammelte dabei mehr als 3000 Volkslieder, von denen viele Melodien harmonisiert und zu Kunstliedern umgewandelt wurden. Anfang des 20. Jahrhunderts wurde bei manchen Gottesdiensten nach westlichem Vorbild die Orgel eingeführt, ansonsten werden seit alter Zeit als einzige Begleitinstrumente gelegentlich die paarweise geschlagenen Handzimbeln tsntsgha eingesetzt.
Der amerikanische Komponist Daniel Decker hat für seine Zusammenarbeit mit dem armenischen Komponisten Ara Gevorgyan Zuspruch von Kritikern erhalten. Das Lied Noah's Prayer (ursprünglich Mush) erzählte die Reise Noahs zum Ararat. Noah's Prayer debütierte im Jahr 2002 in Armawir, Armenien, um den armenischen Unabhängigkeitstag in Anwesenheit des ehemaligen armenischen Staatspräsidenten Robert Kotscharjan und des Patriarchen Karekin II. Nersissian zu feiern. Das zweite Kollaboalbum namens Adana erzählte die Geschichte vom Völkermord an den Armeniern. Cross Rhythms, Europas führendes religiöses Magazin und Web-Portal berichtet über Adana, dass „selten eine Katastrophe von unerzähltem Leid ein solch prachtvolles Kunstwerk produziert hat“.

## Jazz
Die erste Jazzband in Jerewan wurde 1936 vom Komponisten und Trompeter Tsolak Vardazaryan gegründet. Im Jahr 1938 gründete der Komponist Artemi Ajwasjan das Armenian State Jazz Orchestra, das erste in der Sowjetunion. Der erste Schlagzeuger dieses Orchesters, Robert Yolchyan, wurde zu einem wichtigen Vertreter der sowjetischen und armenischen Jazzmusik. Im Laufe der Zeit entwickelte er seinen eigenen Stil und hielt Meisterkurse bis zu seinem Tod in den frühen 2000er-Jahren.
Andere Jazzbands wurden im Nairi Cinema (Kinosaal), Yerevan Park of Communars (öffentlicher Park) und anderen Orten gegründet. Im Jahr 1954 organisierte Konstantin Orbelyan ein Estrada-Quintett für den Radiosender Public Radio of Armenia (armenisch Հայաստանի Հանրային Ռադիո). Im Jahr 1966 gründete der junge Komponist Martin Vardazaryan das Estrada-Orchester, das in den 1979er zum Estrada-Sinfonieorchester unter der Leitung von Melik Mavisakalyan und Yervand Yerznkyan umbenannt wurde. Darauffolgend gründete Stepan Shakaryan einen Radiosender, der von einem Jazz-Sextett geleitet wurde und wo Jazz-Trios von David Azaryan und Artashes Kartalyan gegründet wurden. Ein Produkt des Radiosenders ist das Jazz-Trio bestehend aus dem Jazz-Pianisten Levon Malkhasian (Malkhas), Armen Toutounjyan (Chico) und Arthur Abrahamyan. Im Jahr 1998 wurde Levon Malkhasian einer der Initiatoren des Yerevan International Jazz Festivals.
Arto Tunçboyacıyan ist ein bekannter türkischer Musiker mit armenischer Abstammung, der derzeit einen eigenen Jazz-Club in Jerewan besitzt. Er ist der Gründer der Armenian Navy Band.
Im Jahr 2009 gründete Garik Saribekyan seine Band Nuance Jazz Band, die Ethno-Jazz produziert. Unter den führenden modernen Jazz-Musikern sind der Dirigent und Pianist Armen Martirosyan, Pianist Vahagn Hayrapetyan (Petian), Vardan Ovsepian, Tigran Hamasyan und der Saxofonist Armen Hyusnunts.

## Populäre Musik

### Popmusik
Zu den berühmten Produzenten traditioneller armenischer Lieder gehören beispielsweise Rouben Matevosian, Ophelia Hambardzumyan, Varduhi Khachatrian und Papin Poghosian. In der Popmusik waren in den 1920er- und 1930er-Jahren Suzan Yakar und Udi Hrant Kenkulian berühmte Kabarett-Sänger in der Türkei gewesen. Andere Sängerinnen, welche die Popmusik repräsentierten, waren Bella Darbinyan, Raisa Mkrtchyan sowie weitere zeitgenössische Sängerinnen wie Elvina Makaryan, Erna Yuzbashian, Nadezhda Sargsian, Zara Tonikyan, Suzan Margaryan und Tatevik Hovhannisyan. Unter den männlichen armenischen Pop-Artisten gehört z. B. Ruben Hachwerdjan sowie die in der armenischen Diaspora, wie Adiss Harmandian, Paul Baghdadlian und Maxim Panossian.

### Rabiz
Rabiz (armenisch Ռաբիս oder Ռաբիզ, russisch рабис) ist eine Musikrichtung aus armenischer Popmusik und Elementen der armenischen Volksmusik. Rabiz-Sänger sind, mit einigen Ausnahmen, männlich. Rabiz kennzeichnet sich durch einprägsame Beats und Tanz-ähnlicher Musik aus und behandelt Themen wie Liebe und das Feiern (auch bekannt als kef), aber auch Themen wie Familienliebe oder das armenische Mutterland. In den letzten Jahren unterziehen sich viele Rabiz-Lieder zahlreicher Instrumentationen und Arrangements mit EDM-Elementen.
Die meisten Quellen weisen darauf, dass der Begriff Rabiz aus der russischen Phrase рабочее исскуство (rabotniki iskusstva) stammt, der aus Sowjetzeiten stammt und wortwörtlich übersetzt „Arbeitskunst“ bedeutet. rabotniki iskusstva war eine sowjetische Organisation, die in den 1930er gegründet wurde und Volksmusik-Spieler ausbildete. Die Autoren Estelle Amy de la Bretèque und Victor A. Stoichiță behaupten, dass der Begriff Rabiz arabischen Ursprungs sei, wobei die arabische Phrase rab ‘aziz so viel wie „geliebter Gott“ bedeuten soll.
Aufgrund der zahlreichen Rabiz-Sänger und der großen Anhängerschaft des Rabiz als Musikgenre, hat sich Rabiz auch als Mode- und Lebensstil entwickelt. Die armenische Sprache wurde ebenfalls durch die Rabiz-Kultur beeinflusst, sodass sich eine Art Umgangssprache als eigenständige armenische Sprache entwickelte. Aufgrund der großen Ähnlichkeiten zum Arabeske des Mittleren Ostens wurde der Rabiz oftmals kritisiert. Bekannte Artisten dieses Genres sind Aram Asatryan, Tatoul Avoyan (Tatoul) und Hayko Ghevondyan (Hayko).
Durch die große Popularität des Rabiz bei der armenischen Jugend hat dies auch die armenische Diaspora beeinflusst, vor allem in Kalifornien, wo er als LosAngelnots (armenisch Լոսանջելնոց) bekannt ist.

### Rock und Metal
Unter den Rockbands der „alten Generation“ gehörten die Arakjalner von Arthur Mestschjan (1967 gegründet), Vostan Hayots, Ayas und Arevatsaq. Das Interesse an jungen Rockbands, wie Sard oder Bambir 2, stieg an, nachdem ihre Musikvideos für ihre neuen Songs im lokalen Fernsehprogramm ausgestrahlt wurde.
Eine der berühmtesten Alternative-Metal-Bands in den USA ist System of a Down, bestehend aus Daron Malakian, Serj Tankian, Shavo Odadjian und John Dolmayan, die allesamt armenischer Abstammung sind. Serj Tankian veröffentlichte auch einige Solo-Alben mit politischem und sozialkritischem Inhalt. Die bekannteste armenische Alternative-Rock-Band ist The Beautified Project. Sie gewann zahlreiche Musikpreise in Armenien, in den USA und in Moskau und trat in internationalen Fernsehsendern wie MTV, BBC, PMC und KCAL-TV auf. Die Band hatte Auftritte in Armenien, USA, Österreich, Deutschland, Frankreich, Russland und Georgien.

### Hip-Hop
Einer der beachtlichen Bands war Hay Tgheq (Հայ տղեք), die 2001 gegründet wurde. Die späteren Band-Mitglieder Misho und HT Hayko starteten ihre eigenen Solo-Karrieren. Ein bekannter Rapper ist R-Mean aus Glendale, Kalifornien. Mit dem Song Open Wounds erlangte R-Mean Bekanntheit innerhalb der armenischen Community, dessen Song an den armenischen Völkermord gedenkt und startete die Bewegung Open Wounds 2015. R-Mean veröffentlichte auch Songs zusammen mit dem Rapper The Game und den Mitgliedern der Slaughterhouse-Gruppe Crooked I und Joe Budden.
Andere Hip-Hop-Gruppen wurden in Deutschland gegründet, z. B. die Armenios bestehend aus A-Shot, ArmoX und 15Volt. Der amerikanisch-armenische DJ Super Sako erreichte mit seinem Song Mi Gna weltweite Aufmerksamkeit, vor allem in Armenien, der armenischen Diaspora, der Türkei und in der arabischen Welt.

## Armenische Musiker in der Diaspora
Es gibt zahlreiche Musiker armenischer Abstammung, die außerhalb Armeniens leben oder geboren worden sind. Zu ihnen gehörte der armenisch-französische Chansonnier Charles Aznavour, der weltweit fast 200 Millionen Platten verkaufte. Serj Tankian sang zusammen mit seinem Vater Khatchadour Tankian ihre Interpretation von Bari Arakel während eines armenischen Spendenmarathons.
Zu den amerikanisch-armenischen Pop-Artisten gehören z. B. Cher, Danny Bedrosian und sämtliche Mitglieder der Band System of a Down. Derek Sherinian ist eine weltweite Rock-Keyboard-Legende, die bereits zusammen mit Alice Cooper, Kiss, Dream Theater und vielen anderen gespielt hat. Zu den armenisch-iranischen Artisten gehören der Singer-Songwriter Andranik Madadian (Andy), Vigen Derderian, ein Jazz- und Pop-Artist und Armik, ein Flamenco-Gitarrist und Komponist auf dem Gebiet des New flamenco.
Vahe Mardirossian, ein bekannter Gitarrist, Komponist und Geigenbauer armenischer Abstammung spielt Flamenco-Musik auf seinen selbst gebauten Flamenco-Gitarren. George Mgrdichian, ein verstorbener amerikanisch-armenischer Musiker, war vor allem auf dem Gebiet des Jazz tätig und bevorzugte die Klarinette, aber hatte auch die oud zum Spielen verwendet.
Die syrisch-armenische Sängerin Lena Chamamyan aus Damaskus lebt heute im Exil in Paris und hat in mehreren europäischen Ländern sowie in der Türkei und Armenien gastiert.